# Patrece Liburd
Patrece Ovel Oscar Liburd (Leeds, 3 gennaio 1988) è un ex calciatore nevisiano, di ruolo difensore.

## Carriera

### Club
Ha giocato nei settori giovanili di Bradford City e Nottingham Forest, per poi nel gennaio del 2007 essere ceduto da quest'ultimo club al Guiseley, club della settima divisione inglese. Nell'estate del 2007 si accasa in Conference League North (sesta divisione) al Worcester City, con cui gioca 8 partite di campionato per poi trasferirsi a stagione in corso al Dorchester Town, club di Conference League South (sempre sesta divisione), con cui segna 2 reti in 9 partite giocate. Rimane in squadra anche nella stagione seguente, disputata in Southern Football League (settima divisione) a seguito della retrocessione della stagione precedente, salvo poi nel febbraio del 2009, dopo un gol in 27 presenze, salire in quarta divisione al Macclesfield Town, club con il quale nel resto della stagione gioca una partita (la sua prima in carriera, ed a posteriori anche l'unica, nei campionati della Football League). Successivamente torna a giocare in sesta divisione, categoria in cui tra il 2009 ed il 2011 milita per una stagione ciascuno con le maglie di Farsley Celtic (che lascia per via di problemi economici del club) e Droylsden. Nella stagione 2011-2012 dopo aver trascorso un periodo nella quinta divisione belga al Montegnée torna in Inghilterra, dove gioca una partita in sesta divisione con l'Harrogate Town, chiudendo infine la stagione al Garforth Town, club con cui per alcuni mesi gioca in ottava divisione. Nell'estate del 2012 si accasa al Curzon Ashton, club di Northern Premier League Division One (ottava divisione), ma dopo una sola partita giocata passa in Northern Premier League al Frickley Athletic, con cui conclude la stagione. Nella stagione 2013-2014 si divide tra Ossett Town (in ottava divisione) e Worksop Town (in settima divisione): rimane in quest'ultimo club anche dopo il suo declassamento per problemi economici in Northern Counties East Football League (nona divisione), categoria in cui gioca fino al ritiro, nel 2017.

### Nazionale
Nel 2007 ha partecipato al Campionato nordamericano Under-20. Nel 2008 ha invece esordito in nazionale maggiore, in una partita di qualificazione ai Mondiali del 2010. Nel 2012 ha giocato poi altre 3 partite in nazionale, tutte in incontri di qualificazione alla CONCACAF Gold Cup 2013.

## Palmarès

### Club

#### Competizioni regionali
- Sheffield & Hallamshire Senior Cup: 1

Frickley Athletic: 2012-2013